# Jõeküla (Viljandi)
Jõeküla est un village de la commune de Viljandi du comté de Viljandi en Estonie.
Au 31 décembre 2011, il compte 48 habitants.